# Palazuelo de Vedija
Palazuelo de Vedija est une commune de la province de Valladolid dans la communauté autonome de Castille-et-León en Espagne.

## Sites et patrimoine
- Église paroissiale Nuestra Señora de Barruelo
- Palais de los Cuadrilleros
- Centre d'interprétation de la Vaca Enmaromada (fête annuelle organisée le 22 septembre)

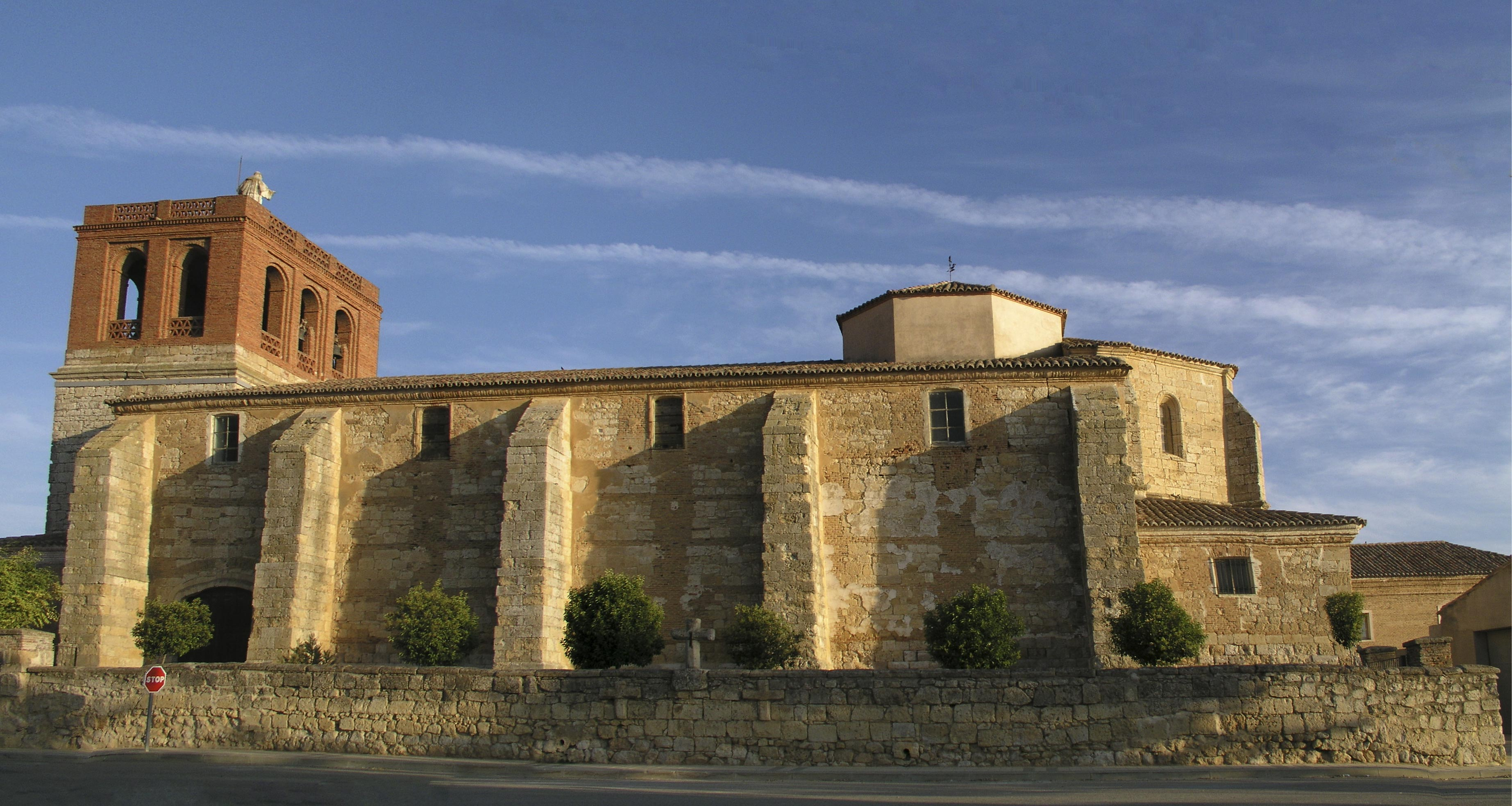
Église Nuestra Señora de Barruelo.